# Охотник (роман Уильяма Пирса)
«Охотник» (англ. Hunter) — неонацистский роман 1989 года, написанный Уильямом Пирсом под псевдонимом Эндрю Макдональд, основателем и председателем «Национального альянса», группы неонацистов и белых националистов. Книга повествует о «белом» мужчине («одиноком волке») по имени Оскар Йегер, который объявил войну евреям и «цветным». С помощью винтовки с оптическим прицелом он убивал межрасовые супружеские пары, евреев и либеральных политиков. Ранее Пирс использовал тот же псевдоним при написании более известного романа «Дневники Тёрнера» 1978 года со схожей тематикой. Некоторые считают роман «Охотник» приквелом к «Дневникам Тёрнера», в котором подробно описывается подъём расистской военизированной группы под названием «Организация», играющей основную роль в «Дневниках Тёрнера».
Главный персонаж романа «Охотник» Оскар Йегер (англизированное Jäger, по-немецки «охотник»), ветеран Вьетнама, пилот F-4 Phantom и консультант Министерства обороны США приступает к реализации плана убийства в Вашингтонском столичном округе межрасовых пар и общественных деятелей, выступающих за гражданские права. Преступления Йегера быстро приводят к широкому национальному резонансу и в его планы вовлекаются группы белых националистов и амбициозный чиновник ФБР, стремящийся воспользоваться беспорядками.

## Контекст
Во второй половине 1980-х годов в период президентства Рональда Рейгана число членов «Национального альянса» существенно уменьшилось. В 1989 году Пирс издал книгу «Охотник» и заявил, что период его отступления закончился.
Как и в «Дневниках Тёрнера», Соединённые Штаты изображаются захваченными либерализмом и подчинёнными тайной власти евреев. Основные персонажи и их отношение к евреям, афроамериканцам, латиноамериканцам и азиатам отражает идеологию Пирса и «Национального альянса». В начале романа главный персонаж — неидеологический расист, непривязанный к антисемитизму. Он постепенно развивает свою идеологию и взгляды во время своей кампании и через контакты со встреченными им союзниками. Большая часть диалогов состоит из дискуссий по «еврейскому вопросу».
В отличие от «Дневников Тёрнера», Пирс написал «более реалистичный роман „Охотник“, который перешёл от идеи организованной группы к тому, что может сделать исключительный человек».
Пирс посвятил роман Джозефу Франклину, который «видел свой долг белого человека». Франклин был сторонником превосходства «белой расы» и серийным убийцей.

## Сюжет
Действие происходит в Соединённых Штатах, предположительно в конце 1980-х или начале 1990-х годов. Сюжет начинается с того, что Йегер разъезжает по Вашингтону с винтовкой. В рамках своей персональной кампании убийств он сначала стреляет в смешанные пары на парковках. За 22 дня его кампания приводит к 12 жертвам в 6 перестрелках. Йегер изображён как герой. Затем его кампания перерастает в более изощрённые убийства известных журналистов и политиков, которых Йегер считает продвигающими расовое смешение. В то же время Йегер и его девушка налаживают связи с группой белых националистов.
После нескольких успешных и всё более амбициозных атак начинается конфронтация Йегера с высокопоставленным агентом ФБР, который сам испытывает отвращение к «еврейскому контролю» над ФБР и американским обществом. Этот агент шантажирует Йегера, чтобы тот помог ему в его карьере, убив нескольких еврейских агентов ФБР и нацелившись на агентов Моссада в США, чтобы агент мог быть назначен главой недавно сформированного антитеррористического агентства тайной полиции. Агент стремится использовать свою власть, чтобы устранить «еврейский контроль» над правительством и СМИ.
В то же время белая националистическая группа Йегера приобретает все большую известность благодаря участию одного из своих членов в христианском евангелистском телевещании, с помощью которого он транслирует всё более расистские и антисемитские сообщения. Кампания Йегера, действия подражателей, усилие белых националистов в области вещания и антитеррористического агентства, а также быстрый упадок экономики — все это подталкивает страну к росту расового и социального насилия и раздробленности.
В конце концов, Йегер сталкивается с дилеммой, когда правительственный чиновник, на которого он работал, приказывает ему убить тайного священника-евангелиста, чьи усилия противоречат намерению агента установить порядок и заключить временное соглашение с евреями. Йегер пытается избежать задания, а затем, кажется, намеренно проваливает убийство. В этот момент Йегер оказывается в ловушке между стремлениями своего союзника в правительстве, который намеревается укрепить свою власть и контроль над правительством и реформировать систему сверху после подавления предстоящих беспорядков чёрных националистов, и группой «белых» националистов, которые желают разжечь ещё больший хаос, втянуть в бой «белых» американцев и в конечном итоге свергнуть правительство. В конце концов, Йегер убивает правительственного агента.
После этого контролируемые евреями СМИ встали на сторону чёрных бунтовщиков, демонстрируя тем самым, что правительственный чиновник был бы обманут, если бы попытался заключить соглашение с евреями. Йегер и другие члены группы, находящиеся под пристальным вниманием правительства, решают уйти в подполье, чтобы продолжить борьбу с системой.